# Clubiona yaroslavi
Clubiona yaroslavi là một loài nhện trong họ Clubionidae.
Loài này thuộc chi Clubiona. Clubiona yaroslavi được miêu tả năm 2003 bởi Mikhailov.